# Pristidae
Peștii ferăstrău (Pristidae) sau rechinii-ferăstrău fac parte din clasa peștilor cartilaginoși (Chondrichthyes). Carateristic acestor specii este botul prelungit, care are lungimea de peste 25% din lungimea peștelui și care este prevăzută pe ambele părți cu dinți asemănător unui ferăstrău de pădure. Această prelungire este o armă de apărare sau de atac al peștelui. Prin mișcări rapide poate tăia prada, care se compune mai ales din pești, sau mai poate servi ca organ de simț cu care detectează crustaceii, moluștele, care se ascund în mâlul apelor. Peștii ferăstrău au două înotătoare dorsale, o înotătoare mare codală, corpul fiind acoperit de solzi sub formă de plăci. Nu au mustăți, unele specii pot atinge dimensiuni între 4,70 și 7,60 m, arealul lor de răspândire fiind apele calde tropicale.